# Campionati mondiali di karate 2006

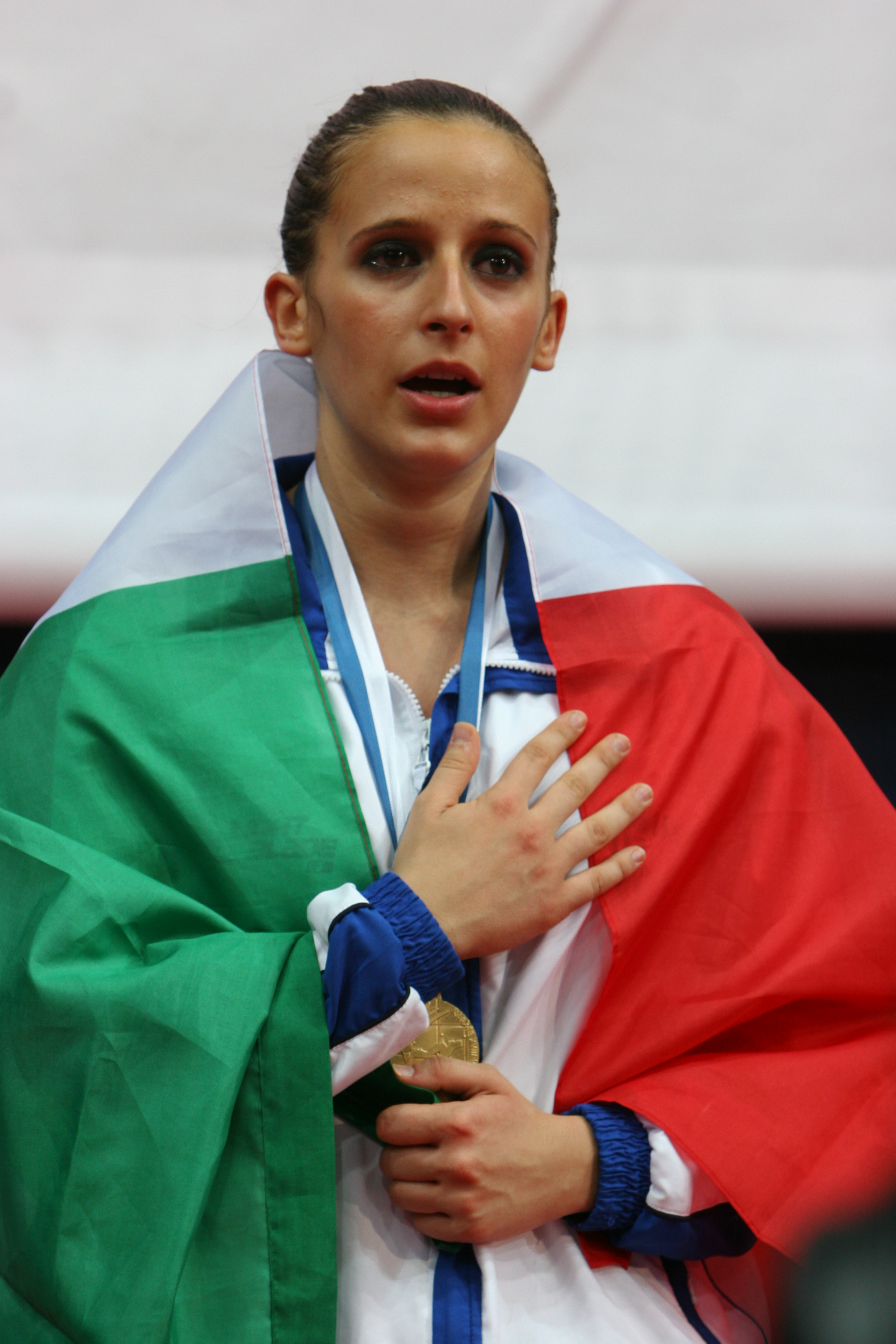
Sara Battaglia durante la premiazione della gara di kata individuale femminile

 La 18ª edizione del campionato mondiale di karate si è svolta a Tampere dal 12 al 15 ottobre 2006.
In questa edizione ha visto primeggiare nel medagliere la nazionale italiana capace di vincere 5 medaglie d'oro aggiudicandosi 3 prove su 4 di kata.

## Medagliere
| Posizione | Paese                | Oro | Argento | Bronzo | Totale |
| --------- | -------------------- | --- | ------- | ------ | ------ |
| 1         | Italia               | 5   | 1       | 1      | 7      |
| 2         | Giappone             | 2   | 3       | 4      | 9      |
| 3         | Spagna               | 2   | 2       | 2      | 6      |
| 4         | Francia              | 2   | 1       | 2      | 5      |
| 5         | Iran                 | 2   | 0       | 2      | 4      |
| 6         | Azerbaigian          | 1   | 1       | 0      | 2      |
| 7         | Estonia              | 1   | 0       | 0      | 1      |
| 7         | Slovacchia           | 1   | 0       | 0      | 1      |
| 7         | Turchia              | 1   | 0       | 0      | 1      |
| 10        | Egitto               | 0   | 2       | 5      | 7      |
| 11        | Canada               | 0   | 1       | 1      | 2      |
| 11        | Venezuela            | 0   | 1       | 1      | 2      |
| 13        | Belgio               | 0   | 1       | 0      | 1      |
| 13        | Bosnia ed Erzegovina | 0   | 1       | 0      | 1      |
| 13        | Messico              | 0   | 1       | 0      | 1      |
| 13        | Paesi Bassi          | 0   | 1       | 0      | 1      |
| 13        | Vietnam              | 0   | 1       | 0      | 1      |
| 18        | Germania             | 0   | 0       | 2      | 2      |
| 18        | Perù                 | 0   | 0       | 2      | 2      |
| 18        | Serbia               | 0   | 0       | 2      | 2      |
| 18        | Svizzera             | 0   | 0       | 2      | 2      |
| 22        | Australia            | 0   | 0       | 1      | 1      |
| 22        | Croazia              | 0   | 0       | 1      | 1      |
| 22        | Stati Uniti          | 0   | 0       | 1      | 1      |
| 22        | Indonesia            | 0   | 0       | 1      | 1      |
| 22        | Kazakistan           | 0   | 0       | 1      | 1      |
| 22        | Romania              | 0   | 0       | 1      | 1      |
| 22        | Inghilterra          | 0   | 0       | 1      | 1      |
| 22        | Tunisia              | 0   | 0       | 1      | 1      |

## Risultati

### Kata
| Posizione | Karateka          |
| --------- | ----------------- |
| 1         | Luca Valdesi      |
| 2         | Takashi Katada    |
| 3         | Antonio José Díaz |
| 3         | Akio Tamashiro    |
| 5         | Vu Du Minh Dack   |
| 5         | Jonathan Mottram  |
| 7         | Mohsen Ashrafi    |
| 7         | Clay Morton       |

| Posizione | Karateka                 |
| --------- | ------------------------ |
| 1         | Sara Battaglia           |
| 2         | Hoang Ngan Nguyen        |
| 3         | Eimi Kurita              |
| 3         | Myriam Szkudlarek        |
| 5         | Miia Nietosvuori Kulmala |
| 5         | Azusa Tomishiro          |
| 7         | Yohana Sánchez           |
| 7         | Mirna Šenjug             |

| Posizione | Nazione     |
| --------- | ----------- |
| 1         | Italia      |
| 2         | Francia     |
| 3         | Egitto      |
| 3         | Giappone    |
| 5         | Brasile     |
| 5         | Spagna      |
| 7         | Bielorussia |
| 7         | Russia      |

| Posizione | Nazione     |
| --------- | ----------- |
| 1         | Francia     |
| 2         | Giappone    |
| 3         | Spagna      |
| 3         | Perù        |
| 5         | Croazia     |
| 5         | Indonesia   |
| 7         | Bielorussia |
| 7         | Rep. Ceca   |

### Kumite
| Paese | Karateka             |
| ----- | -------------------- |
| 1     | Hossein Rouhani      |
| 2     | Gurban Tağiyev       |
| 3     | Ibrahim Khalifa      |
| 3     | Montassar Tabben     |
| 5     | Husain Alqattan      |
| 5     | Davíd Luque Camacho  |
| 7     | Andrés Rendón LLanos |
| 7     | Nikolai Tzanev       |

| Posizione | Karateka                |
| --------- | ----------------------- |
| 1         | César Castaño Fernández |
| 2         | Luis Plumacher          |
| 3         | Doni Dharmawan          |
| 3         | Marko Lučić             |
| 5         | Yoke Wai Lim            |
| 5         | S. Salem Saad           |
| 7         | Ivo Cvetkovski          |
| 7         | Jukka Koivunen          |

| Posizione | Karateka              |
| --------- | --------------------- |
| 1         | Rafael Aǧhayev        |
| 2         | Diego Vandeschrick    |
| 3         | Said Farokhi          |
| 3         | Takuro Nihei          |
| 5         | Saeed Baghbani        |
| 5         | Jean Carlos Peña      |
| 7         | Jason Ledgister       |
| 7         | Oscar Vázquez Martins |

| Posizione | Karateka             |
| --------- | -------------------- |
| 1         | Jasem Modamivishkaei |
| 2         | Davíd Santana Vega   |
| 3         | Elsayed Elfeky       |
| 3         | Ko Matsuhisa         |
| 5         | Mohamed Jomaa        |
| 5         | Salvatore Loria      |
| 7         | Sergiy Bezuglov      |
| 7         | Emanuel Santana      |

| Posizione | Karateka                |
| --------- | ----------------------- |
| 1         | Luigi Busà              |
| 2         | Mohanad Mohamed         |
| 3         | Philippe Poirier        |
| 3         | Esmaeil Tark            |
| 5         | Wissem Arfaoui          |
| 5         | Cesar Herrera           |
| 7         | Islamoutdin Eldarouchev |
| 7         | Daniël Sabanovic        |

| Posizione | Karateka            |
| --------- | ------------------- |
| 1         | Marko Luhamaa       |
| 2         | Mohanad Mohamed     |
| 3         | Yann Baillon        |
| 3         | Stefano Maniscalco  |
| 5         | Vladan Rudić-Vranić |
| 5         | Anatoliy Safanovich |
| 7         | D. Rodriguez        |
| 7         | Jan Tucek           |

| Posizione | Karateka                 |
| --------- | ------------------------ |
| 1         | Stefano Maniscalco       |
| 2         | Daniël Sabanovic         |
| 3         | Khalid Khalidov          |
| 3         | Iván Leal Reglero        |
| 5         | Marko Luhamaa            |
| 5         | Spyridon Margaritopoulos |
| 7         | Mohamed Abdelrahman      |
| 7         | Lars Berrum              |

| Posizione | Karateka                |
| --------- | ----------------------- |
| 1         | Tomoko Araga            |
| 2         | Selene Guglielmi        |
| 3         | Heba Aly Salaheldin     |
| 3         | Kora Knühmann           |
| 5         | Vasantha Marial Anthony |
| 5         | Marilena Rubini Volante |
| 7         | Bianca Ellensohn        |
| 7         | Martha Embriz           |

| Posizione | Karateka             |
| --------- | -------------------- |
| 1         | Eva Medveďová        |
| 2         | Nassim Varasteh      |
| 3         | Yuka Satō            |
| 3         | Diana Schwab         |
| 5         | Yamini Gopalasamy    |
| 5         | Maria Sobol          |
| 7         | Danafibre Figueiredo |
| 7         | Lolita Peret         |

| Posizione | Karateka            |
| --------- | ------------------- |
| 1         | Laurence Fischer    |
| 2         | Ayaka Arai          |
| 3         | Jessica Bratich     |
| 3         | Tamara Filipović    |
| 5         | Arnela Odžaković    |
| 5         | Sophie Savill       |
| 7         | Yadira Lira Navarro |
| 7         | Greta Vitelli       |

| Posizione | Karateka            |
| --------- | ------------------- |
| 1         | Yıldız Aras         |
| 2         | Yadira Lira Navarro |
| 3         | Claudia Nitu        |
| 3         | Snežana Perić       |
| 5         | Cristina Feo Gomez  |
| 5         | Iva Peternel        |
| 7         | Elisa Au            |
| 7         | Iseni Ardita        |

| Posizione | Nazione              |
| --------- | -------------------- |
| 1         | Spagna               |
| 2         | Bosnia ed Erzegovina |
| 3         | Inghilterra          |
| 3         | Egitto               |
| 5         | Croazia              |
| 5         | Russia               |
| 7         | Brasile              |
| 7         | Italia               |

| Posizione | Nazione  |
| --------- | -------- |
| 1         | Giappone |
| 2         | Spagna   |
| 3         | Germania |
| 3         | Svizzera |
| 5         | Italia   |
| 5         | Turchia  |
| 7         | Russia   |
| 7         | Serbia   |